# Tiffany James
Tiffany Donnama James (* 31. Januar 1997) ist eine jamaikanische Sprinterin, die sich auf den 400-Meter-Lauf spezialisiert hat.

## Sportliche Laufbahn
Erste internationale Erfahrungen sammelte Tiffany James bei den CARIFTA Games 2011 in Hamilton, bei denen sie in der U17-Altersklasse in 2:18,11 min die Goldmedaille im 800-Meter-Lauf gewann und auch mit der jamaikanischen 4-mal-400-Meter-Staffel in 3:44,64 min siegte. Im Jahr darauf siegte sie dann bei den CARIFTA-Games in Nassau in 55,13 s über 400 Meter sowie in 3:44,13 min auch mit der Staffel. Anschließend nahm sie an den Jugendweltmeisterschaften in Donezk teil und gewann dort in 53,56 s die Bronzemedaille im Einzelbewerb über 400 Meter und wurde mit der Sprintstaffel (1000 Meter) im Vorlauf disqualifiziert. 2014 gewann sie bei den CARIFTA-Games in Fort-de-France in 53,79 s die Silbermedaille über 400 Meter und siegte mit der Staffel in neuer Rekordzeit von 3:37,65 min. Anschließend erreichte sie bei den Juniorenweltmeisterschaften in Eugene das Halbfinale über 400 Meter, in dem sie mit 54,06 s ausschied, und mit der 4-mal-400-Meter-Staffel wurde sie im Finale disqualifiziert. Sie nahm auch an den zweiten Olympischen Jugendspielen in Nanjing teil und gewann dort in 54,54 s die Silbermedaille über 400 Meter. 2015 gewann sie bei den CARIFTA-Games in Basseterre in 53,71 s die Bronzemedaille in der U20-Klasse und siegte mit der Staffel in 3:37,96 min. Auch im Jahr darauf gewann sie bei den CARIFTA-Games in St. George’s in 52,70 s die Bronzemedaille im Einzelbewerb und siegte mit der Staffel in 3:34,84 min. Anschließend siegte sie bei den U20-Weltmeisterschaften in Bydgoszcz in 51,32 s und gewann mit der Staffel in 3:31,01 min die Silbermedaille.
2018 nahm sie mit der 4-mal-400-Meter-Staffel an den Hallenweltmeisterschaften in Birmingham teil und verhalf der Mannschaft dort zum Finaleinzug. Anschließend siegte sie bei den Zentralamerika- und Karibikspielen (CAC) in Barranquilla in 52,35 s über 400 Meter und gewann mit der Staffel in 3:30,67 min die Silbermedaille hinter dem Team aus Kuba. Auch bei den darauffolgenden NACAC-Meisterschaften in Toronto gewann sie mit der Staffel in 3:27,25 min die Silbermedaille, diesmal hinter der US-amerikanischen Mannschaft. Bei den IAAF World Relays 2019 in Yokohama belegte sie in 3:28,30 min den fünften Platz und schied anschließend bei den U23-NACAC-Meisterschaften in Santiago de Querétaro mit 55,22 s über 400 Meter in der ersten Runde aus. Daraufhin gewann sie bei den Panamerikanischen Spielen in Lima in 3:27,61 min die Bronzemedaille hinter den Vereinigten Staaten und Kanada und auch bei den Weltmeisterschaften in Doha sicherte sie sich mit 3:22,37 min im Finale die Bronzemedaille hinter den Vereinigten Staaten und Polen. Zudem gewann sie in der Mixed-Staffel in 3:11,78 min die Silbermedaille hinter den USA. 2022 trat sie mit der 4-mal-400-Meter-Staffel bei den Hallenweltmeisterschaften in Belgrad an und verhalf dort der Staffel zum Finaleinzug und trug damit zum Gewinn der Goldmedaille durch die jamaikanische Mannschaft bei. Im Juli verhalf sie der jamaikanischen Mannschaft bei den Weltmeisterschaften in Eugene zum Finaleinzug und trug somit zum Gewinn der Silbermedaille bei. Zudem belegte sie in 3:12,71 min den fünften Platz im Mixed-Staffel.
Wegen Verstoßes gegen die Anti-Doping-Regularien wurde James ab dem 19. Juni 2023 für zwei Jahre gesperrt.

## Persönliche Bestzeiten
- 200 Meter: 23,31 s (+0,7 m/s), 16. April 2016 in Kingston
- 400 Meter: 51,02 s, 27. Juni 2021 in Kingston